# Андреасен, Астрид
Астрид Йоханна Андреасен (фар. Astrid Jóhanna Andreasen; род. 1948, Вестманна, Фарерские острова) — фарерская художница по текстилю, автор почтовых марок, дизайнер, график, иллюстратор, специализирующийся на изображении обитателей морей и океанов, морских и других животных.

## Биография
Начинала с иллюстрации книг стихов своего отца. Затем в 1968 году поступила в профессиональную художественную школу в Кертеминне (Южная Дания), после окончания которой работала учителем вышивания. В 1970 году стала работать с умственно отсталыми людьми в больнице Торсхавна, где преподавала им вышивку и другие формы искусства.
С 1982 года изучала курс научно-технической иллюстрации в Академии искусств в Орхусе. В 1990—1991 годах продолжила обучение технике научной иллюстрации в Швеции — в Герлесборгской художественной школе и в Морской биологической лаборатории Тьернё (находится в Тьернё, в коммуне Стрёмстад).
В настоящее время она является единственной штатной художницей Музея естественной истории Фарерских островов. Благодаря своим работам получила международное признание.
Автор многих серий почтовых марок и иллюстраций к научным трудам. Обладает отличным чувством детали.
За более чем 35 лет творчества внесла значительный вклад в фарерское изобразительное искусство. Её рисунки, запечатлевшие глубоководных обитателей Фарер, помещены на почтовые марки, а аппликации и гобелены её авторства можно встретить повсеместно.

## Избранные работы в филателии
Ниже приводятся примеры фарерских почтовых марок, выполненных по рисункам Астрид Андреасен. Для каждой марки указан её номер в каталоге почтовых марок Фарерских островов.

### Рыбы
Дата выпуска: 7 февраля 1994.

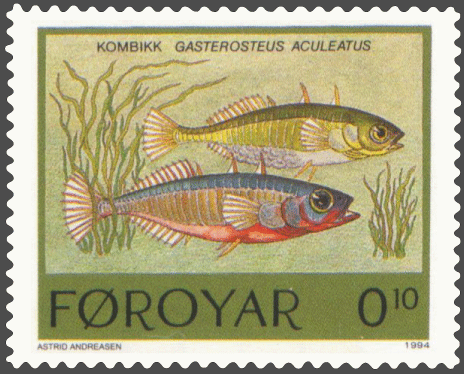
FR 248: трёхиглая колюшка (Gasterosteus aculeatus)
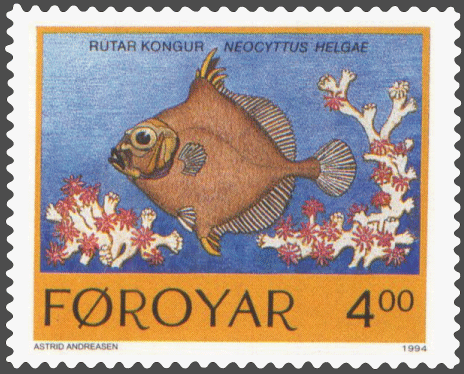
FR 249: рыба-кабан (Neocyttus helgae)
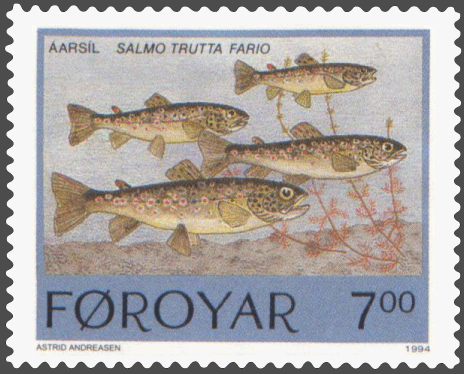
FR 250: ручьевая форель (Salmo trutta fario)
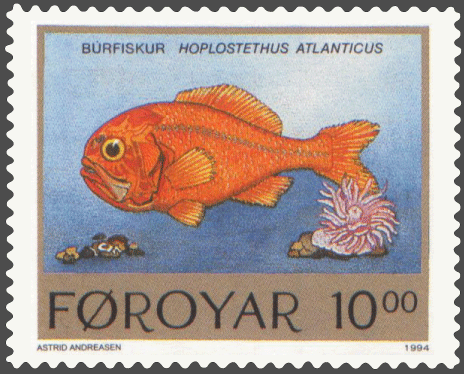
FR 251: атлантический большеголов (Hoplostethus atlanticus)

Дата выпуска: 13 февраля 2006.

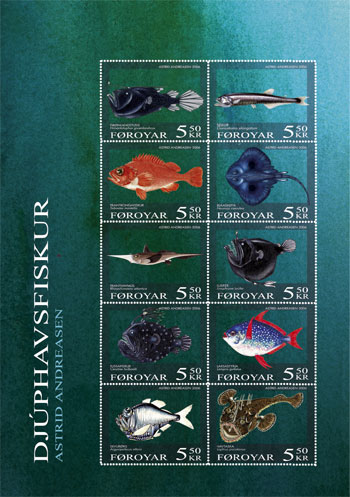
FO 539—548 (почтовый блок): глубоководные рыбы
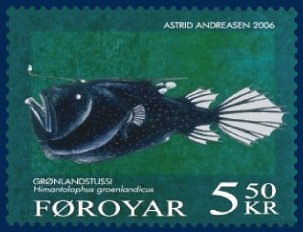
FO 539: атлантический гимантолоф (Himantolophus groenlandicus)
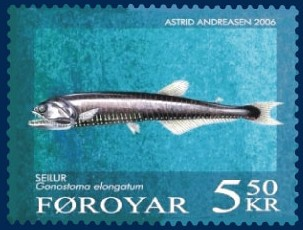
FO 540: крупнозубая гоностома[исп.] (Gonostoma elongatum)
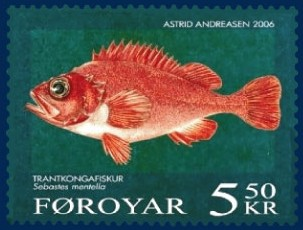
FO 541: клюворылый морской окунь (Sebastes mentella)
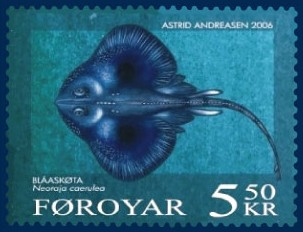
FO 542: голубой скат (Neoraja caerulea)
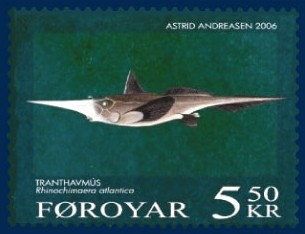
FO 543: атлантическая носатая химера[англ.] (Rhinochimaera atlantica)
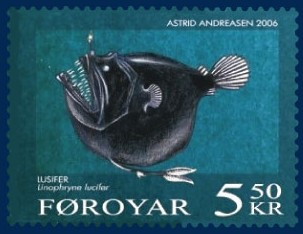
FO 544: светоносная линофрина[фр.] (Linophryne lucifera)
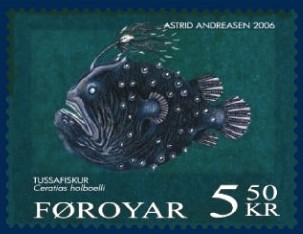
FO 545: гренландская цератия (Ceratias holboelli)
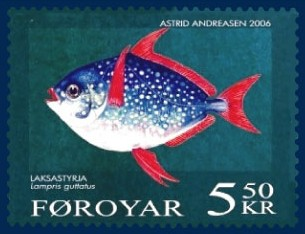
FO 546: краснопёрый опах (Lampris guttatus)
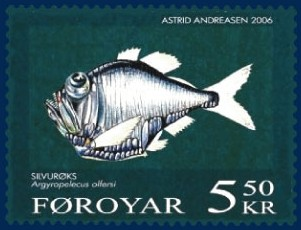
FO 547: рыба-топорик (Argyropelecus olfersii)
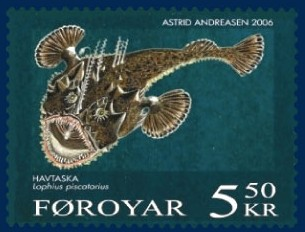
FO 548: европейский удильщик (Lophius piscatorius)

### Цикадки
Дата выпуска: 6 февраля 1995.

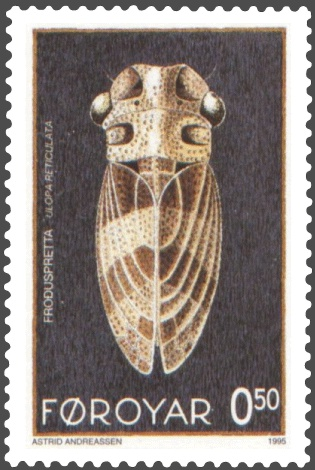
FR 264: цикадка Ulopa reticulata[англ.]
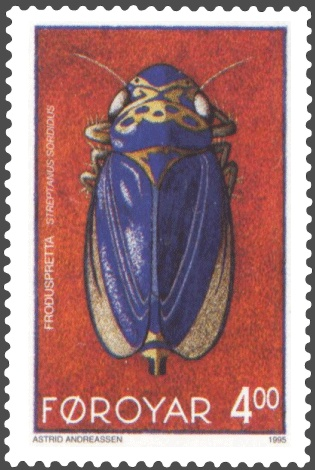
FR 265: цикадка Streptanus sordidus[швед.]
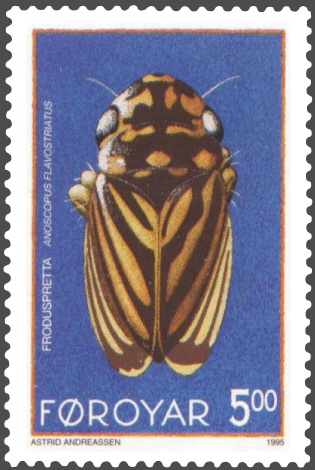
FR 266: цикадка Macrosteles alpinus[швед.]
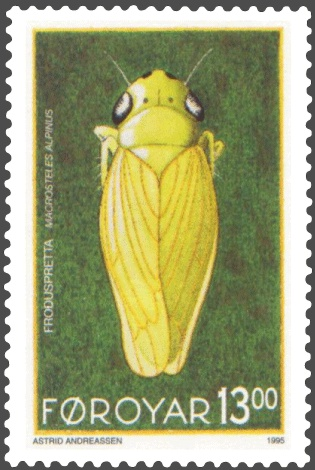
FR 267: цикадка Macrosteles alpinus[швед.]

### Птицы
Дата выпуска: 12 июня 1995.

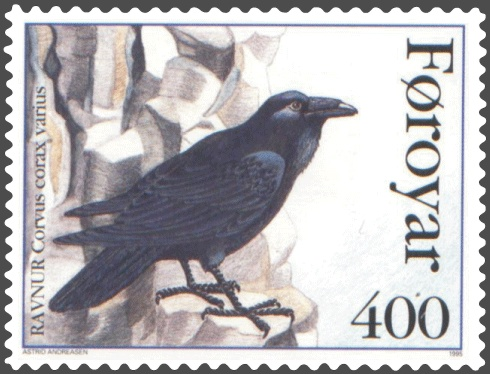
FR 275: фарерский ворон (Corvus corax varius)
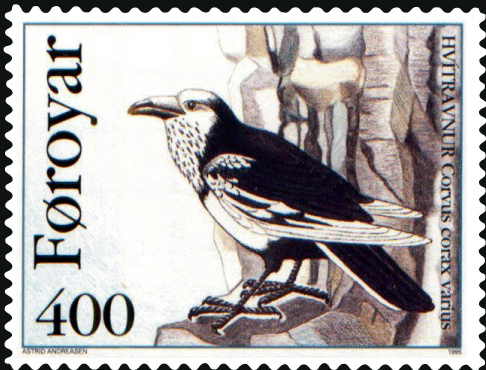
FR 276: разноцветный исландский ворон[англ.] (Corvus corax varius morpha leucophaeus) †

Дата выпуска: 15 апреля 1996.

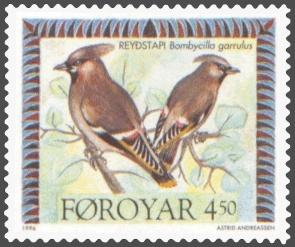
FR 290: свиристель (Bombycilla garrulus)
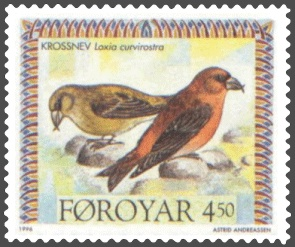
FR 291: клёст-еловик (Loxia curvirostra)

Дата выпуска: 17 февраля 1997.

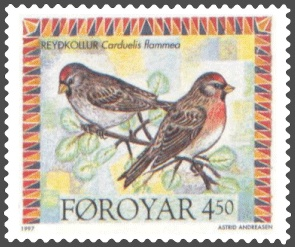
FR 307: чечётка (Carduelis flammea)
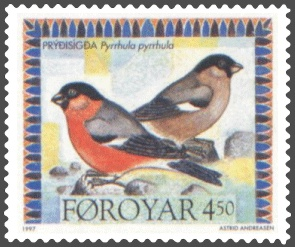
FR 308: снегирь (Pyrrhula pyrrhula)

Дата выпуска: 23 февраля 1998.

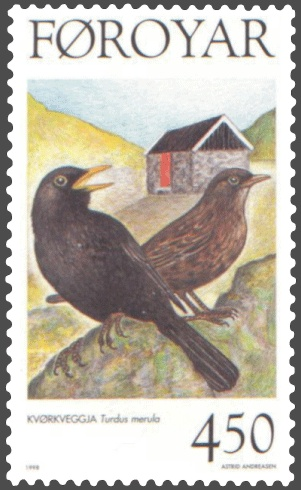
FR 324: чёрный дрозд (Turdus merula)
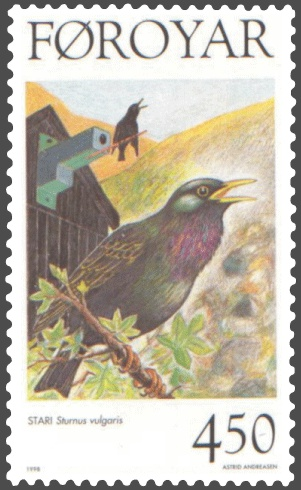
FR 325: фарерский подвид обыкновенного скворца (Sturnus vulgaris faeroensis)

Дата выпуска: 22 февраля 1999.

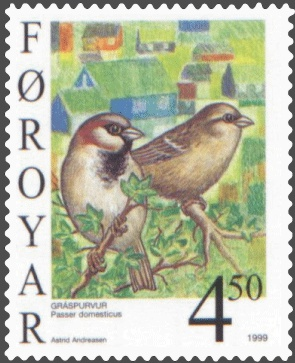
FR 344: домовый воробей (Passer domesticus)
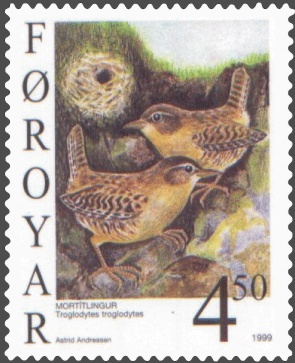
FR 345: крапивник (Troglodytes troglodytes)

Дата выпуска: 6 июня 2005.

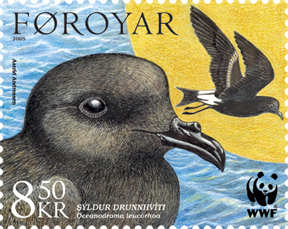
FO 522: северная качурка (Oceanodroma leucorhoa)
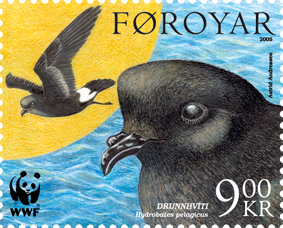
FO 523: прямохвостая качурка (Hydrobates pelagicus)
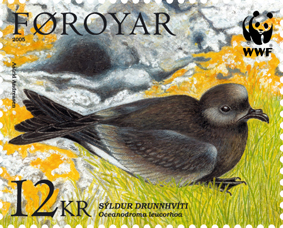
FO 524: северная качурка (Oceanodroma leucorhoa)
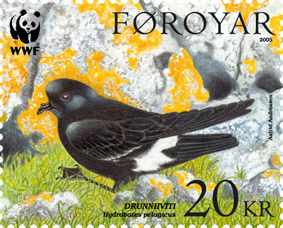
FO 525: прямохвостая качурка (Hydrobates pelagicus)

### Грибы Фарерских островов
Дата выпуска: 17 февраля 1997.

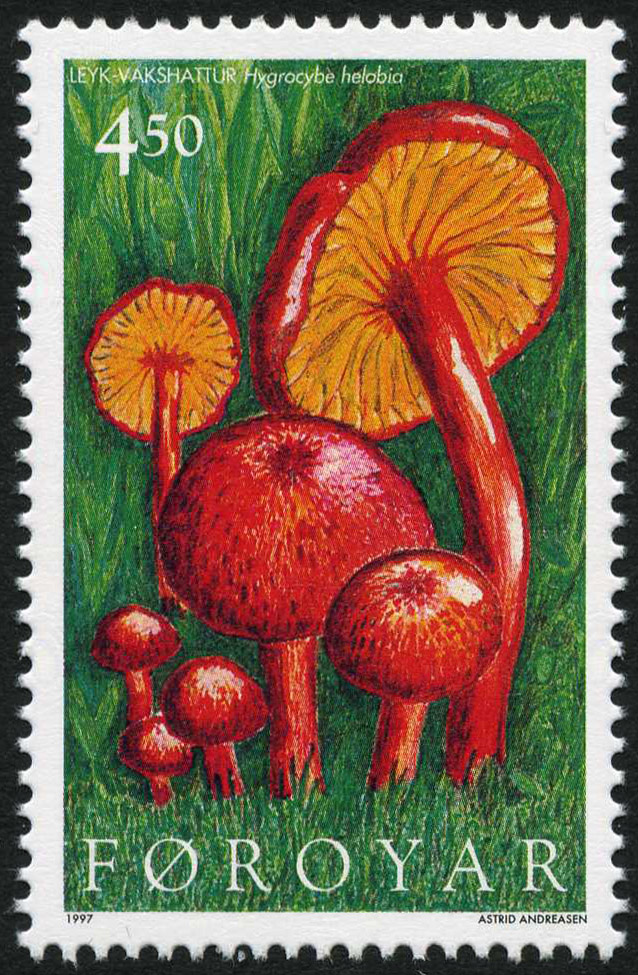
FR 303: гигроцибе болотная[нем.] (Hygrocybe helobia)
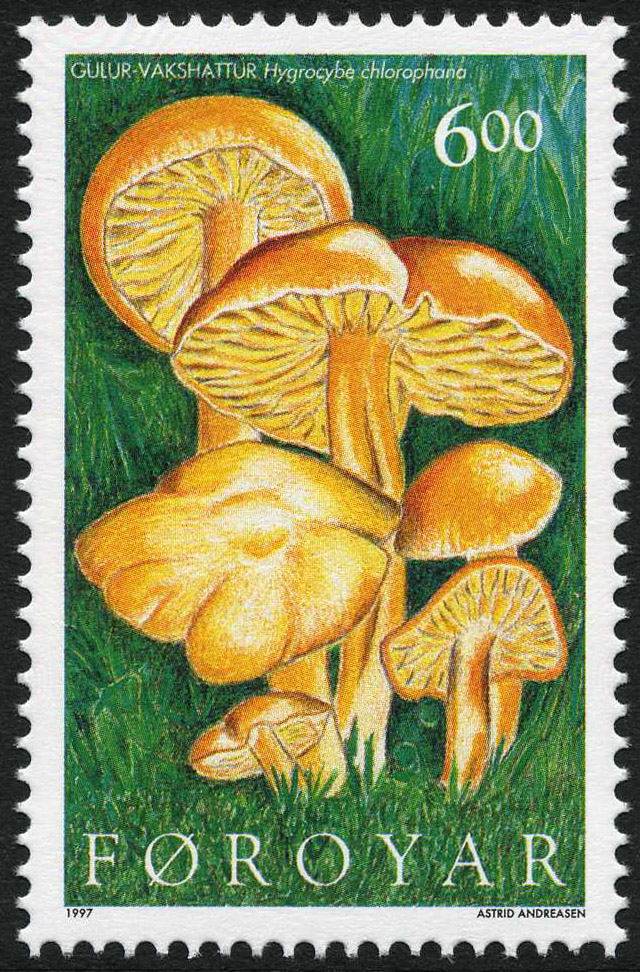
FR 304: гигроцибе жёлто-зелёная (Hygrocybe chlorophana)
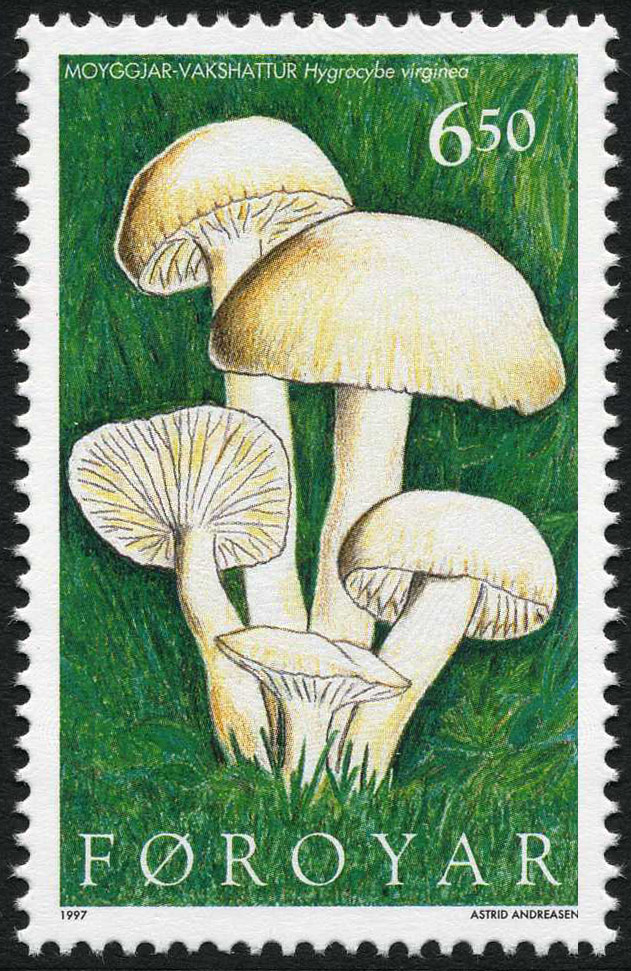
FR 305: гигроцибе белоснежная[англ.] (Hygrocybe virginea)
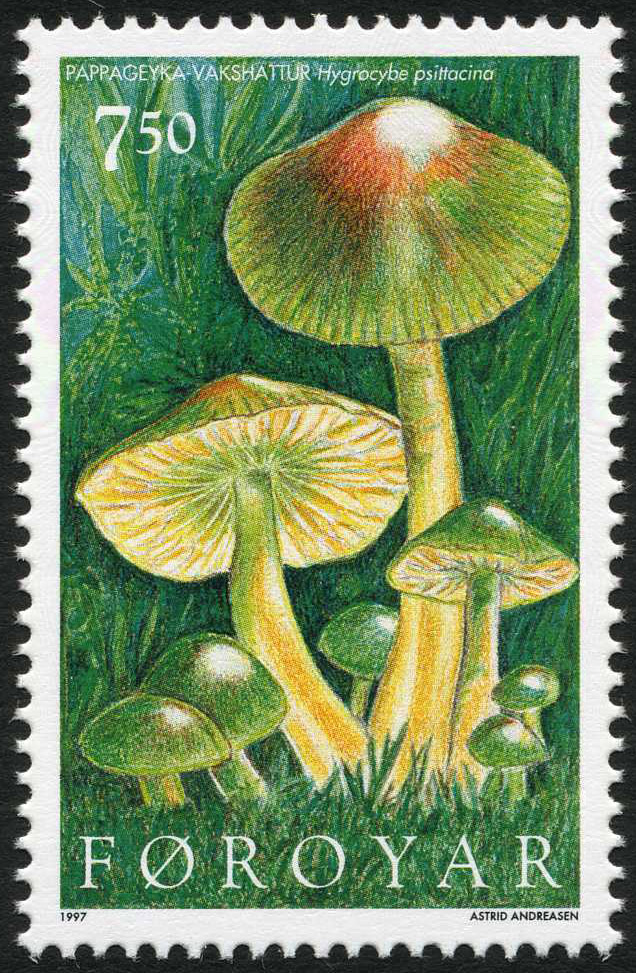
FR 306: гигроцибе пёстрая (Hygrocybe psittacina)

### Моллюски
Дата выпуска: 11 февраля 2002.

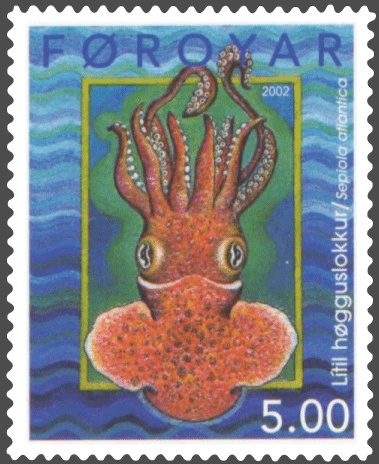
FO 409: атлантическая сепиола (Sepiola atlantica)
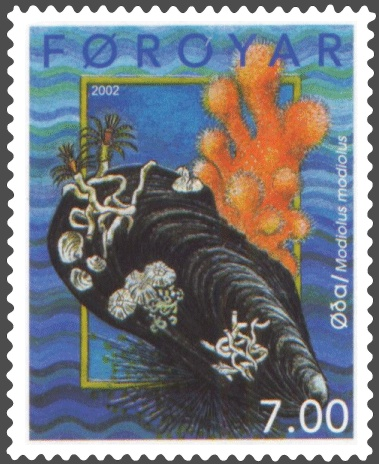
FO 410: длиннощетинистый модиолус[англ.] (Modiolus modiolus)
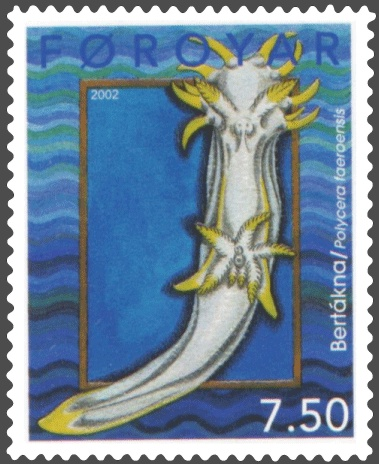
FO 411: фарерская полицера[англ.] (Polycera faeroensis)
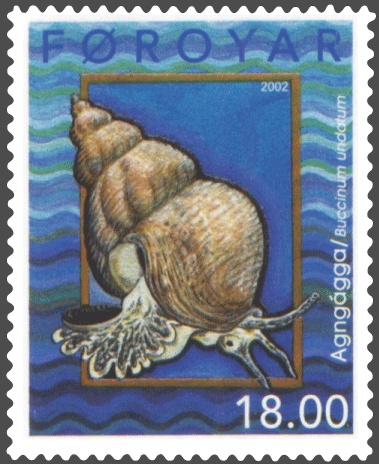
FO 412: обыкновенный букцинум (Buccinum undatum)